# Pardassenhoek

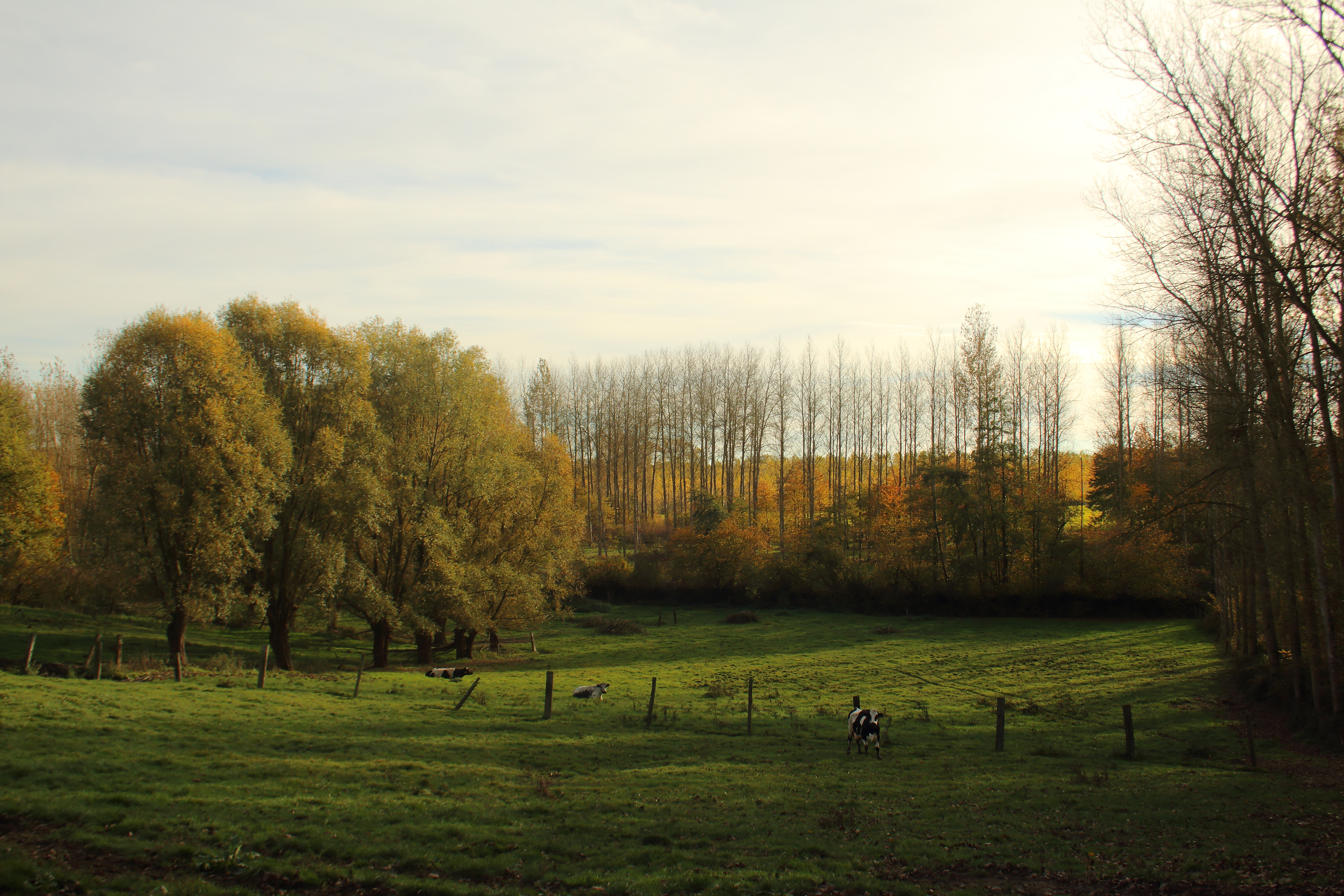
De Pardassenhoek

De Pardassenhoek is een bosrijk gebied in het Belgische Grotenberge, deelgemeente van Zottegem in de Vlaamse Ardennen. De Pardassenhoek ligt aan de gelijknamige straat op het hoogste punt van de deelgemeente Grotenberge, rond 93 meter, op de grens met Sint-Lievens-Esse (Herzele). Het gebied bestaat uit weilanden en bossen, deels verwilderde populierenbossen in de vallei van een zijbeek van de Molenbeek-Ter Erpenbeek. Op de Ferrariskaarten komt al bos voor op de Pardassenhoek. De Pardassenhoek maakt deel uit van het Vlaams Ecologisch Netwerk.

## Afbeeldingen

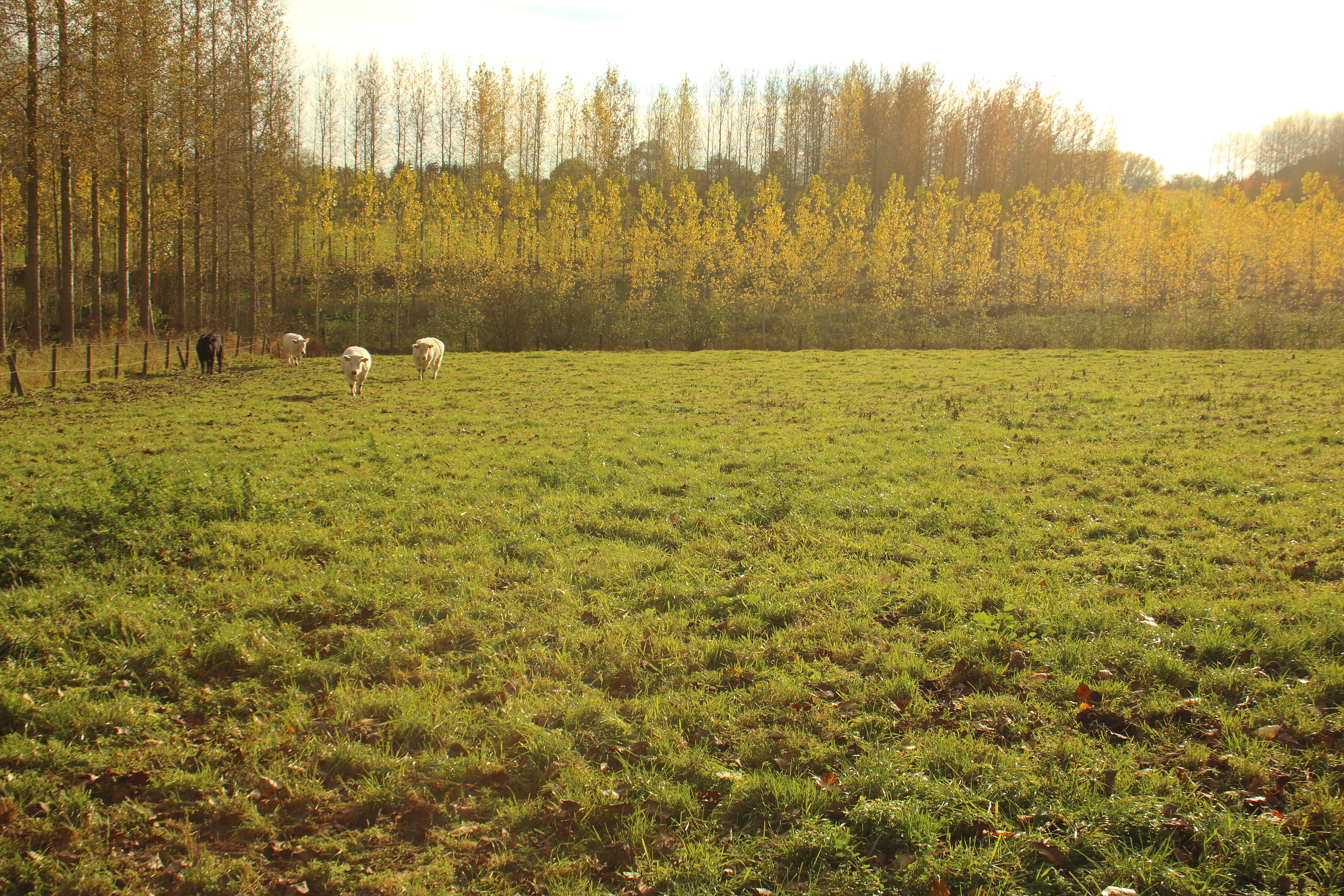
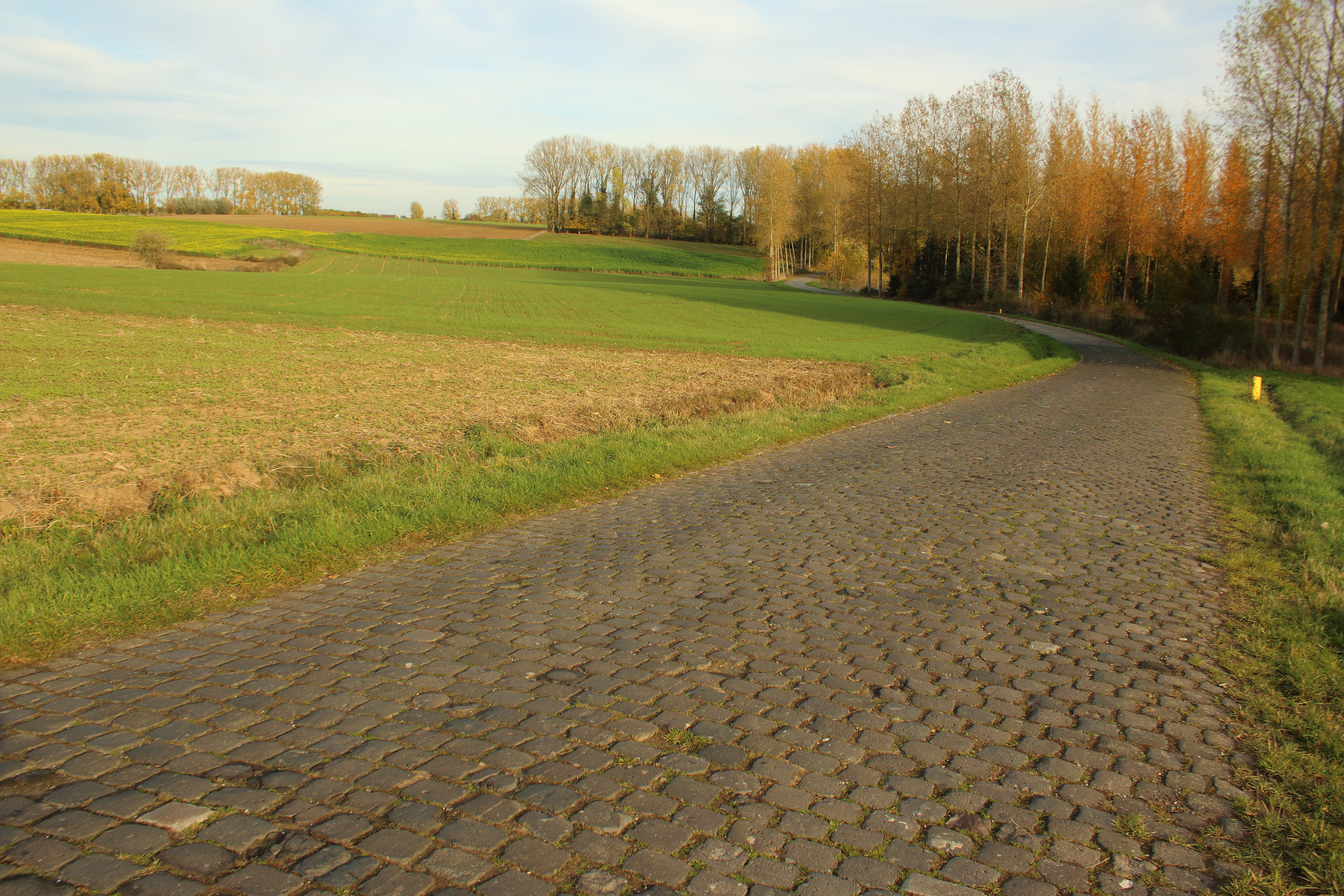